# 국민의회 (파나마)

국민의회(스페인어: Asamblea Nacional de Panamá, 이전 명칭: 파나마 입법부, Asamblea Legislativa de Panamá)는 파나마 공화국 정부의 입법부이다.
단원제 의회로 현재 71명의 의원으로 구성되어 있으며 임기는 5년이다. 외곽 농촌 지역의 의원은 우선 사후 방식으로 선출되는 반면, 인구가 많은 도시와 도시에 위치한 지역은 비율 기반 공식을 통해 여러 명의 의원을 선출한다. 파나마의 입법 선거는 대통령 선거 및 지방 선거와 동시에 실시된다.
파나마는 또한 초국가적 중앙아메리카 의회에 20명의 대표단을 파견한다.